# Brennica
Die Brennica [brɛˈɲit͡sa]  ist ein rechter Zufluss der Weichsel in den Schlesischen Beskiden von 16 Kilometern Länge.

## Verlauf
Der Fluss entspringt an den Hängen des Beskidek und fließt zunächst nach Süden, bevor er in einem großen Bogen seine Fließrichtung nach Nordwesten ändert, nachdem er sich mit dem Leśnica vereinigt. Er durchfließt Brenna und Górki Wielkie, bevor er in der Nähe von Skoczów in die Weichsel mündet.
In ihrem unteren Lauf ist die Brennica begradigt. Im Oberlauf hat der Brennica den Charakter eines Gebirgsflusses. In der Talsenke mäanderte sie in weiten Schleifen, bevor sie begradigt wurde.

## Tourismus
Die Brennica ist bei Angelsportlern beliebt. Der Fluss steht Wassersportlern zur Verfügung.